# Calixto Ariño
Calixto Ariño Sambia (23 de abril de 1829 - 19 de agosto de 1897), fue un periodista, político y editor aragonés (1829 - 1897)

## Biografía
Nació el 23 de abril de 1829 en una familia de trabajadores en la localidad de Sena (Huesca). Emigró a Zaragoza antes de cumplir los 30, donde crearía una imprenta en el Casco Viejo de Zaragoza para imprimir un nuevo diario, que titularía El Torneo.
Militó en el partido democrático y participó en el Sexenio Revolucionario. Más tarde fue elegido diputado provincial y también concejal del Ayuntamiento de Zaragoza en 1869. Ese mismo año fue procesado por su participación en la “Sublevación Republicana” aunque fue absuelto gracias, entre otras cosas a su celebridad.
A partir de los problemas que tuvo por sus acciones políticas, decidió concentrarse en su trabajo como editor, y ya en 1870 fundó el Diario de Avisos de Zaragoza (1870-1937). Este periódico supuso el mayor hito de su carrera periodística al mismo tiempo que sentaba las bases de una prensa local independiente de las corrientes políticas y con el aporte de una extensa información local así como de secciones dedicadas a las noticias nacionales y extranjeras.
Como editor, publicó principalmente libros de texto, diccionarios y libros científicos.
Se considera que formó parte de la ilustración aragonesa como componente de la élite intelectual de la Restauración borbónica, promoviendo la creación de tertulias a las que acudirían nombres como Mariano de Cavia, Galo Ponte o Luis Montestruc Rubio entre otros. Este último, Luis Montestruc Rubio, trabajó en su Diario de avisos hasta que lo abandonó para fundar el Heraldo de Aragón, pilar de la prensa local aragonesa en la actualidad junto con El Periódico de Aragón.
Murió en Zaragoza el 19 de agosto de 1897, el mismo año que Luis Montestruc Rubio.
Actualmente, una calle del barrio De Jesús, en Zaragoza, lleva su nombre, así como el Colegio de Educación Infantil y Primaria Calixto Ariño - Hilario Val, fundado en 1978.